# Lucifer (birra)
La  Lucifer, è una birra di stile Belgian ale prodotta in Belgio dall'azienda Riva S. A..

## Storia
La birreria Riga, con sede a Dentergem, nelle Fiandre occidentali, fu fondata nel 1880. La Lucifer fu prodotta nel 1896, insieme ad altre birre chiare ad alta gradazione, sull'onda del successo della concorrente Duvel, strizzando l'occhio al nome di quest'ultima ("duvel", in lingua fiamminga, significa "diavolo").

## Descrizione
La Lucifer, che nel sapore si avvicina alla rivale Duvel, ha aroma speziato, fruttato, con note di chiodi di garofano, mela, limone, che ben bilancia il sapore forte del luppolo con note dolci.
Questa birra è condizionata in bottiglia.